# Norodom Sihanouk
Norodom Sihanouk (no alfabeto cambojano: ; forma regular: ; pronúncia em cambojano: /nɔɾoːdɔm siːhanuʔ/) (Phnom Penh, 31 de outubro de 1922 - Pequim, 15 de outubro de 2012) foi um político cambojano. Foi o rei do Camboja em dois períodos: de 1941 a 1955 e de 1991 a 2004, quando renunciou ao trono em favor do filho, Norodom Sihamoni. Desde então ficou conhecido como o "Rei-Pai do Camboja".
Filho do Rei Norodom Suramarit e da Rainha Sisowath Kossamak, tentou em 1954 fazer sua nação se tornar independente da França, liderando um movimento de libertação.
Por várias vezes, exerceu também o cargo de primeiro-ministro do Camboja. Foi a pessoa que mais ocupou altos cargos políticos, segundo o Guinness Book.

## Primeiros anos
Norodom Sihanouk nasceu a 31 de outubro de 1922 em Phnom Penh, na então Indochina Francesa. Filho da princesa Sisowath Kossamak, que era filha do rei Sisowath Monivong, e de Norodom Suramarit, neto do rei Norodom I. É, portanto, descendente dos dois ramos rivais, que desde do Protetorado Francês disputam o acesso ao trono e até hoje são os únicos que têm pretendentes à entronização: Norodom (paterno) e Sisowath (materno). Recebeu a primeira educação em Phnom Penh, na facultosa escola François Baudoin. Sucessivamente, continuou os estudos em Saigon, atual Ho Chi Minh, no Lycée Chasseloup Laubat. Quando foi coroado príncipe do Camboja, deixou os estudos no Vietnam e entrou na escola militar de cavalaria, em Saumur, na França. Após a morte do seu predecessor, o avô materno Sisowath Monivong, em 23 de abril de 1941, o Conselho da Coroa, escolheu o jovem príncipe como novo rei do Camboja.
A coroação foi realizada em setembro. Entretanto o novo rei não era privado de inimigos. Muitos, no Camboja, consideravam que a França tivesse dado uma contribuição nada indiferente à eleição de Sihanouk e que, por consequência, o seu reino seria um reforço caracterizado pelo colonialismo francês.
Norodom se tornou rapidamente famoso pelo seu estilo de vida extravagante e fora do comum. Compositor diletante e diretor de uma orquestra de jazz, era apaixonado por carros, além de um grande amante de mulheres, tanto que teve seis esposas. A sua sétima e última mulher foi Monica Izzi, de origem italiana, francesa e cambojana.

### Rei sem coroa
Após a Segunda Guerra Mundial, Norodom teve reivindicações nacionalistas e pediu formalmente que a França reconhecesse a independência do país. Em maio de 1953, se exilou na Tailândia, afirmando que só retornaria quando a independência fosse obtida. Assim, quando o Camboja se tornou finalmente livre, em 9 de novembro do mesmo ano, o rei efetivamente retornou e reassumiu o cargo.
Em 2 de março de 1955, por motivos não de todo esclarecidos, Sihanouk abdicou em favor de seu pai, Norodom Suramarit, obtendo o cargo de primeiro-ministro e controlando, de fato, o inteiro aparato governativo. O período como chefe de governo foi, no entanto, descontínuo. Ele, de fato, foi primeiro-ministro, em 1950, de 1952 a 1953, em 1954, de 1955 a 1956, além de duas vezes, em 1956, 1957, e ainda de 1958 a 1960.
Quando seu pai morreu, em 1960, venceu as eleições e se tornou o novo chefe de estado, mas com o título de príncipe, além do de rei, por oposição de certos setores da monarquia que não vinham com bons olhos que um rei abdicasse e tomasse o trono sucessivamente. Para continuar a reinar com plenos poderes, em 1963, forçou uma emenda da Constituição, se tornando chefe de estado vitalício. Não era rei e não cedia o trono, mas de fato possuía iguais e ainda maiores poderes.
Durante a Guerra do Vietnam, Norodom procurou sempre preservar a neutralidade do país, oscilando algumas vezes em políticas pró-vietnamitas, outras, em apoiar os americanos, promovendo uma política, por ele mesmo definida ideologicamente como vizinha à terceira via. Em fim, seja como for, apoiou a causa do Vietnam do Norte lhe permitindo que construísse algumas bases permanentes na fronteira cambodjana. Além disso, concedeu à China que passasse fornecimentos aos guerrilheiros vietcongs usando os próprios portos. Em troca, a China venderia arroz ao Camboja a preços módicos. Ao mesmo tempo, em alguns discursos, Norodom se aproximou do socialismo e sustentou publicamente as políticas chinesas.
Entre 1966 e 1967, desencadeou uma onda de repressão política que atingiu sobretudo os setores da esquerda, entre os quais, o Khmer Vermelho, o então Partido Comunista Kampucheano. A China, que então realizava a Revolução Cultural, congelou as relações diplomáticas com o governo cambodjano, restabelecendo-as algum tempo depois. A situação interna, após essa repressão, ficou decididamente difícil.

### Da simpatia comunista ao pôr do sol político
Na noite de 17 de março de 1970, enquanto Norodom estava no exterior, o primeiro-ministro Lon Nol efetuou um golpe de estado. Convocou a Assembleia Nacional, que votou pela sua deposição e concedeu poderes especiais ao próprio primeiro-ministro. Impossibilitado de voltar por conta da situação política inteiramente mudada, manteve-se exilado em Pequim, de onde começou a sustentar publicamente o Khmer Vermelho, de Pol Pot. O fato levou milhares de admiradores do soberano a entrar no Exército Revolucionário, controlado pelo PCK, partido que dava sustentação ao grupo esquerdista.
Quando o Khmer Vermelho tomou o governo de Lon Nol, em abril de 1975, ao ocupar a capital, Phnom Penh, Norodom pôde voltar à pátria. Seguindo a linha da nova democracia maoísta, o grupo guerrilheiro permitiu a Sihanouk de se tornar novamente chefe de estado, mas, quando formaram um Conselho de Estado, o presidente detinha os poderes, e Norodom perdeu toda a influência real. "Pol Pot comeu o fruto e cuspiu as sementes", declarou Sihanouk em uma entrevista ao "Le Monde", em setembro de 1975.
Norodom permaneceu na Kampuchea Democrática e, após a invasão vietnamita, em 1979, foi para Nova Iorque, onde diante da Assembleia das Nações Unidas, discursou contra o Vietnam. Ao mesmo tempo, Norodom aproveitou a queda do Khmer Vermelho para fundar o seu partido, o Funcinpec, e tentar retomar algum poder.

### A resistência anti-vietnamita
O Funcinpec seguiu o Khmer Vermelho nas campanhas e entrou para o Exército Nacional da Kampuchea Democrática, criado sob iniciativa de Pol Pot, para constituir uma vasta frente unida armada que combatesse os ocupantes vietnamitas. Em 1982, quando surgiu o Governo de Coalização da Kampuchea Democrática, Norodom foi sustentado por todos os componentes como presidente.
Ele permaneceu presidente do governo de coalização até 1991, quando conduziu as negociações de paz com o governo regular. Em 14 de novembro do mesmo ano, retornou ao país após 12 anos de exílio. Todavia, o Khmer Vermelho continuou os seus combates.

### Rei pela segunda vez
Em 1991, foi novamente coroado rei. Os seus interesses então incluíam a música, pois compôs numerosas canções em khmer, francês e inglês, além da filmografia. Se envolveu na direção de vários filmes. Teve numerosos problemas de saúde e foi obrigado a se dirigir a Pequim para curar-se. Foi o primeiro chefe de estado cambodjano a ter um site pessoal.
Em janeiro de 2004, em desacordo com o primeiro-ministro Hun Sen, se exilou voluntariamente em Pyongyang, e sucessivamente na China. Citando alguns problemas de saúde como motivações oficiais, abdicou em 7 de outubro, surpreendendo todo o governo cambodjano. Chea Sim, presidente do senado, se tornou chefe de estado provisório até 14 de outubro, quando o Conselho do Trono nomeou Norodom Sihamoni, filho de Sihanouk, novo rei.
Sihanouk assumiu sucessivamente o título de pai da pátria, o qual manteve até a sua morte em 15 de outubro de 2012.

## Títulos oficiais
Atualmente é conhecido oficialmente como Preah Karuna Preah Bat Sâmdech Preah Norodom Sihanouk Preahmâhaviraksat. A tradução é a seguinte:
- Preah ("sagrado", do indiano: brahmin)
- Karuna ("compassivo", com referência ao conceito budista de karuna)
- Preah ("sagrado")
- Bat ("pé", do sânscrito)
- Sâmdech ("senhor" o "príncipe")
- Preah ("sagrado")
- Norodom (nome da casa dos Norodom do Cambodja, o qual Sihanouk pertence.Vem de narottam, do sânscrito, que significa literalmente "melhor entre os homens")
- Sihanouk
- Preahmâhaviraksat (união entre várias palavras: preah, "sagrado"; mâha, "grande"; vira, "corajoso"; ksat, "guerreiro" ou também "reinante")

No cerimonial cambodjano, a palavra "pai" não aparece, apenas nos cerimoniais ocidentais, os quais utilizam "Sua majestade o rei-pai Norodom Sihanouk para distinguir do filho, "Sua majestade o rei Norodom Sihamoni".